# Neil Simon
Marvin Neil Simon (4. července 1927 New York – 26. srpna 2018 Manhattan) byl americký dramatik, filmový scenárista a muzikálový libretista.
Narodil se v chudé židovské rodině v Bronxu. Po střední škole, službě v armádě a nedokončeném studiu medicíny na denverské univerzitě nastoupil k firmě Warner Bros., kde pracoval napřed v podatelně a později se začal spolu se starším bratrem Danny Simonem věnovat psaní rozhlasových a televizních skečů. V roce 1961 měla premiéru jeho první hra Pojď si zařádit, která se dočkala na Broadwayi 678 repríz. Během své kariéry napsal Neil Simon tři desítky divadelních her, podle jeho předloh také vznikla řada filmů, např. Bosé nohy v parku, Apartmá v hotelu Plaza nebo Dobyvatel srdcí. Věnoval se především konverzačním komediím o komplikovanosti mezilidských vztahů, odehrávajícím se v prostředí velkoměstských středních vrstev, a uplatňoval v nich židovský humor se smyslem pro paradoxy. Byl komerčně nejúspěšnějším americkým dramatikem své generace. Čtyřikrát byl nominován na Oscara, v roce 1965 získal Tony Award za hru Podivný pár a v roce 1978 Zlatý glóbus za původní scénář k filmu Děvče pro zábavu. V roce 1991 mu byla udělena Pullitzerova cena. V roce 1995 získal Cenu Kennedyho centra a v roce 2006 Cenu Marka Twaina. Byl také držitelem čestného doktorátu na Hofstra University.
Alvin Theatre v New Yorku bylo podle něj přejmenováno na Neil Simon Theatre (stal se jediným žijícím americkým dramatikem, jemuž se dostalo této pocty).
Byl pětkrát ženatý (mj. s herečkou Marhou Masonovou), měl dvě vlastní a jedno adoptované dítě.

## Uvedení v Česku

### Rozhlasové úpravy
Tato část článku je příliš stručná nebo postrádá důležité informace. Pomozte Wikipedii tím, že ji vhodně rozšíříte.
- Apartmá v hotelu Plaza, třídílné rozhlasové zpracování (1. díl: Host z lepších kruhů, 2. díl: Host z Hollywoodu, 3. díl: Svatební hosté), Překlad: Ivo T. Havlů, hudba: Kryštof Marek, dramaturg: Martin Velíšek, režie: Dimitrij Dudík, premiéra: 29. 12. 2019, hrají: Bára Hrzánová, Igor Bareš, Jan Battěk, Andrea Elsnerová, Lucie Pernetová, Michal Dlouhý, Zuzana Slavíková, Marek Holý, Václav Kopta.[5]